# Muzyka komercyjna (album)
Muzyka komercyjna – siódmy album studyjny polskiego rapera i autora tekstów Pezeta. Wydawnictwo ukazało się 30 września 2022 nakładem własnej wytwórni Koka Beats. Album składa się z dziewiętnastu utworów, za których produkcję odpowiedzieli głównie Sem0r, Piotrek Lewandowski oraz Auer.
W notowaniu z 13 października 2022 Muzyka komercyjna była liderem listy OLiS. Równolegle z premierą albumu ruszył w trasę koncertową „Business Class Tour”. W jej trakcie odwiedził m.in. Poznań, Kraków i Warszawę. Pomimo umiarkowanych opinii recenzentów, którzy najbardziej krytykowali wartość tekstów oraz rymy, Muzyka komercyjna przekroczyła próg miliona słuchaczy w Spotify. Dla Pezeta to pierwszy tak duży sukces w streamingu. 
W lutym 2024 nagrania uzyskały certyfikat dwukrotnie platynowej płyty.
Pezet o albumie powiedział: „Muzyka hip-hopowa stała się źródłem rozrywki, coraz lepiej sprzedawana i coraz bardziej sprzedajna. Mimo tego, że słowo «komercyjny» ma wydźwięk raczej pejoratywny, to przecież rap, który robimy stał się komercyjny...”. Autor w utworach odwołuje się do otaczającego go świata, konsumpcyjnego i pełnego pustych produktów. Całość z perspektywy starzejącego się rapera, który stara się zostać „w grze”. Na krążku gościnnie wystąpili Bedoes, Sokół, Gibbs i inni. 

## Lista utworów
1. „Hollywood Smile” (prod. Auer, Piotrek Lewandowski) – 3:27
2. „Mewa” (prod. Auer, Piotrek Lewandowski) – 3:13
3. „Tyrmand i Hłasko” (gośc. Sokół, prod. Auer) – 4:05
4. „Zszedłem ze sceny” (prod. Piotrek Lewandowski, WARDZA20K, ZeIN) – 2:52
5. „Miłość na sprzedaż” (gośc. Gibbs, prod. Auer, Piotrek Lewandowski) – 3:20
6. „Jan Paweł” (prod. Auer, Piotrek Lewandowski) – 2:52
7. „Tatuaże i motocykle” (gośc. Bedoes, White 2115, prod. Auer) – 3:30
8. „Stare WWO” (prod. Sem0r) – 3:14
9. „Tonic Espresso” (prod. Auer, Piotrek Lewandowski) – 3:07
10. „Dom nad wodą” (prod. Auer) – 3:16
11. „Nikogo nie kocham” (gośc. Emas, prod. Auer) – 3:17
12. „Gangi w LA” (prod. Opiat) – 2:48
13. „Daddy Issues” (gośc. Kukon, Vae Vistic, prod. Sem0r) – 3:42
14. „Pierwszy człowiek na Księżycu” (prod. Auer) – 2:54
15. „Święty Bass” (gośc. Miły ATZ, prod. TVB) – 2:57
16. „Business Class” (gośc. Avi, Paluch, prod. Szamz, Bruno, Mixerone) – 3:52
17. „Tonący” (prod. Auer) – 4:36
18. „Time For Us” (gośc. Mary Komasa, prod. Hatti Vatti) – 4:07
19. „Jeden świat” (gośc. Natalia Szroeder, prod. Urbański) – 3:31